# Frankescher Hof

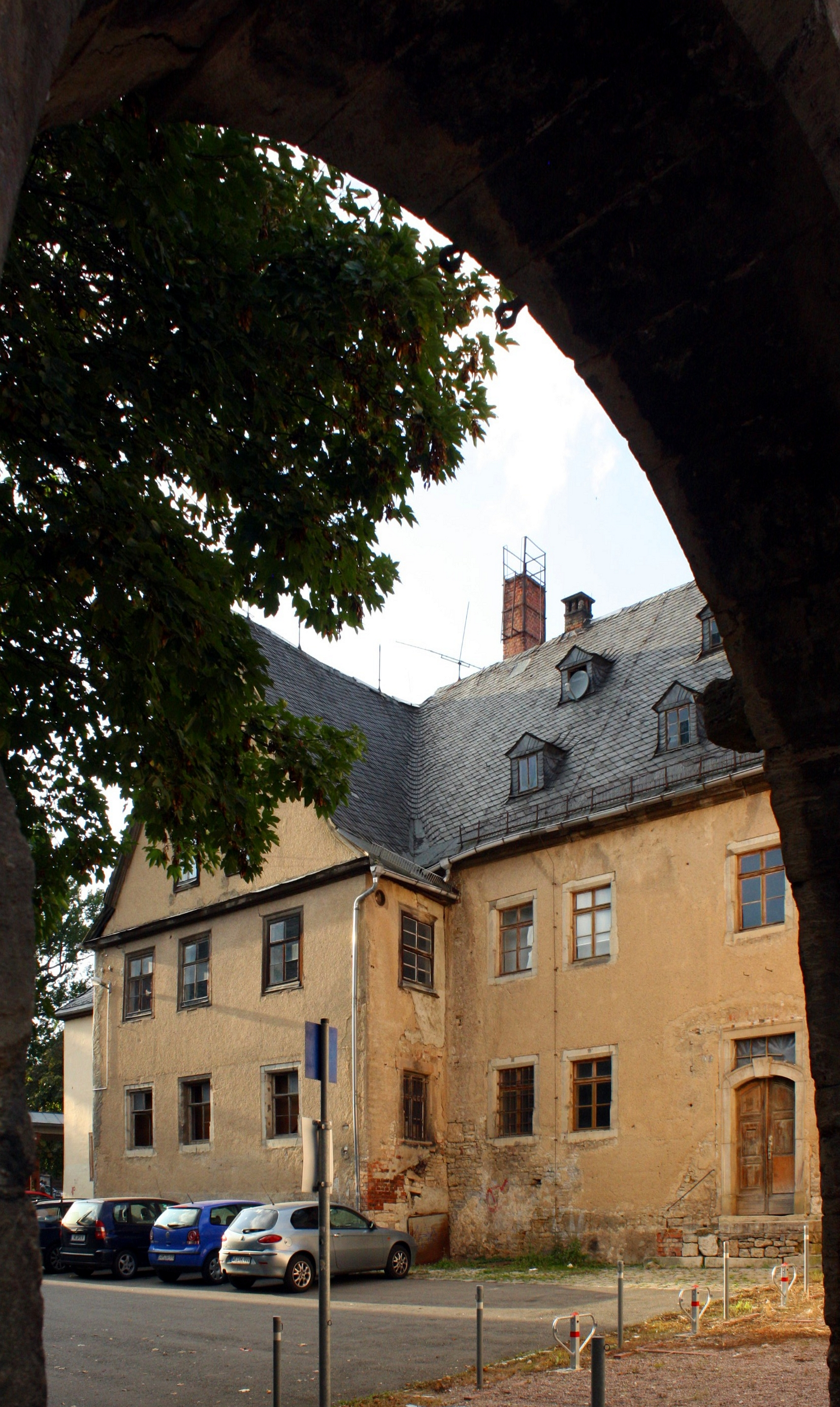
Frankescher Hof

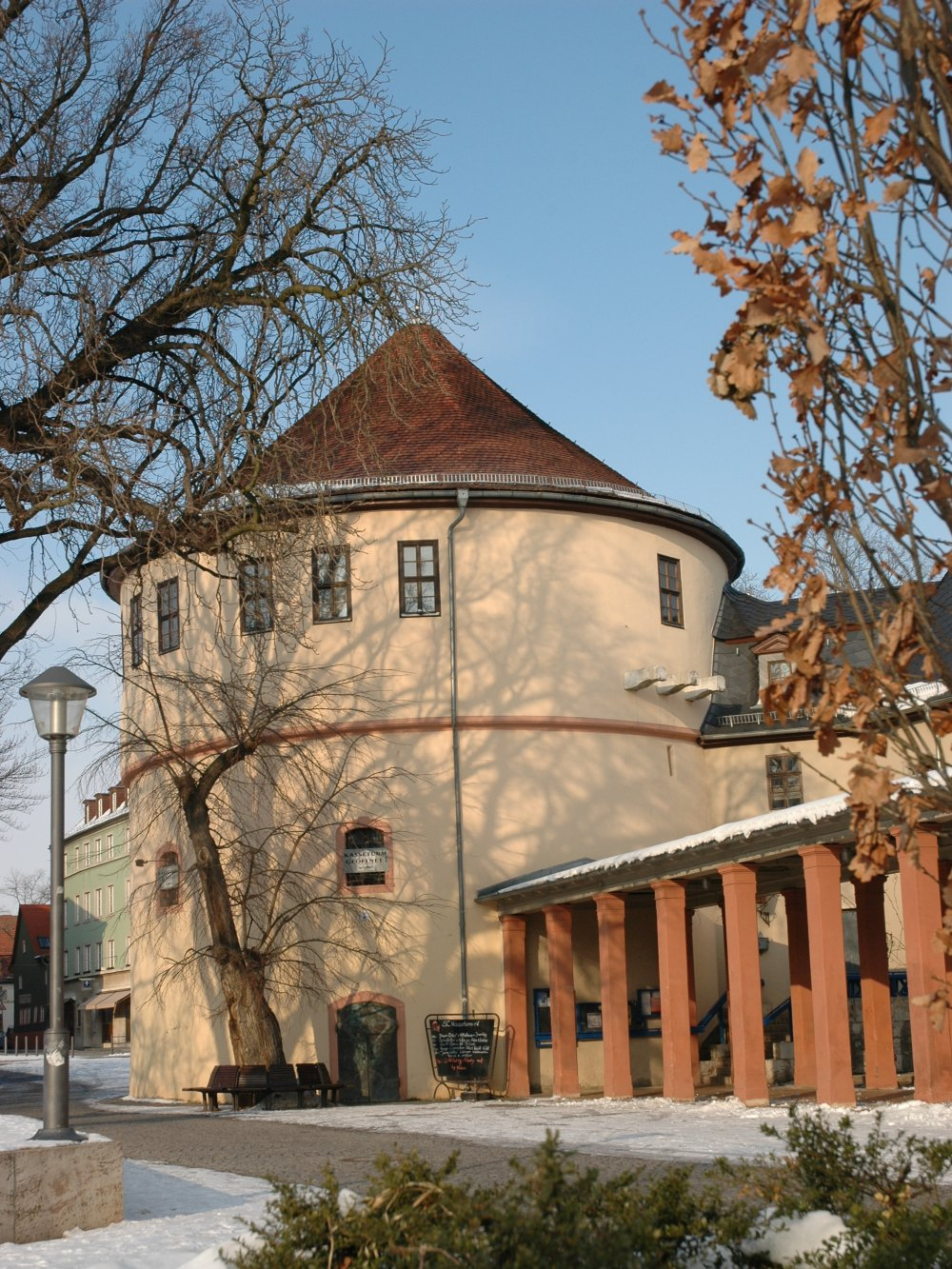
Kolonnaden am Kasseturm

Der als Frankescher Hof bezeichnete Platz war einst ein großer Ackerbürgerhof in Weimar. Er wurde unmittelbar hinter der Stadtmauer angelegt zwischen der Scherfgasse und der Kleinen Teichgasse. Einer seiner zeitweiligen Bewohner war der Stallmeister Josias von Stein.
Die Kolonnaden zwischen dem Kasseturm und dem Haus der Erholung (Weimar), dem heutigen mon ami auf dem Goetheplatz, sind von Carl Heinrich Ferdinand Streichhan, der somit die Leere nach Osten hin schloss. Der Hof, von dem sich außer dem einen Tor von der ursprünglichen Bausubstanz insbesondere den Scheunen und Stallungen aus dem 16. Jahrhundert nicht viel erhalten hat (auch das repräsentative Rundbogenportal auf der Ostseite verschwand), hat seinen Namen von seinem einstigen Besitzer her. Der angrenzende Kasseturm besagt, dass dieser Bereich Sitz der Weimarer Landschaftskasse war. Den Nordflügel hatte um 1800 Anton Georg Hauptmann angebaut. Die letzten baulichen Verluste traten erst mit dem Jahr 1984 ein, als das Torhaus und der Südflügel infolge von Plünderungen, Vandalismus und Verfall abgerissen werden sollten. Proteste haben dazu geführt, dass lediglich Teilabbrüche durchgeführt wurden, womit der heutige fragmentarische Zustand entstand.
Unter Kleine Teichgasse 8 steht der Frankesche Hof auf der Liste der Kulturdenkmale in Weimar (Einzeldenkmale).